# Valverde de Alcalá
Valverde de Alcalá é um município da Espanha na província e comunidade autónoma de Madrid, de área 13,50 km² com população de 339 habitantes (2004) e densidade populacional de 25,11 hab/km².

## Demografia
| Variação demográfica do município entre 1991 e 2004 | Variação demográfica do município entre 1991 e 2004 | Variação demográfica do município entre 1991 e 2004 | Variação demográfica do município entre 1991 e 2004 |
| --------------------------------------------------- | --------------------------------------------------- | --------------------------------------------------- | --------------------------------------------------- |
| 1991                                                | 1996                                                | 2001                                                | 2004                                                |
| 225                                                 | 265                                                 | 320                                                 | 339                                                 |